# Неоднозначність

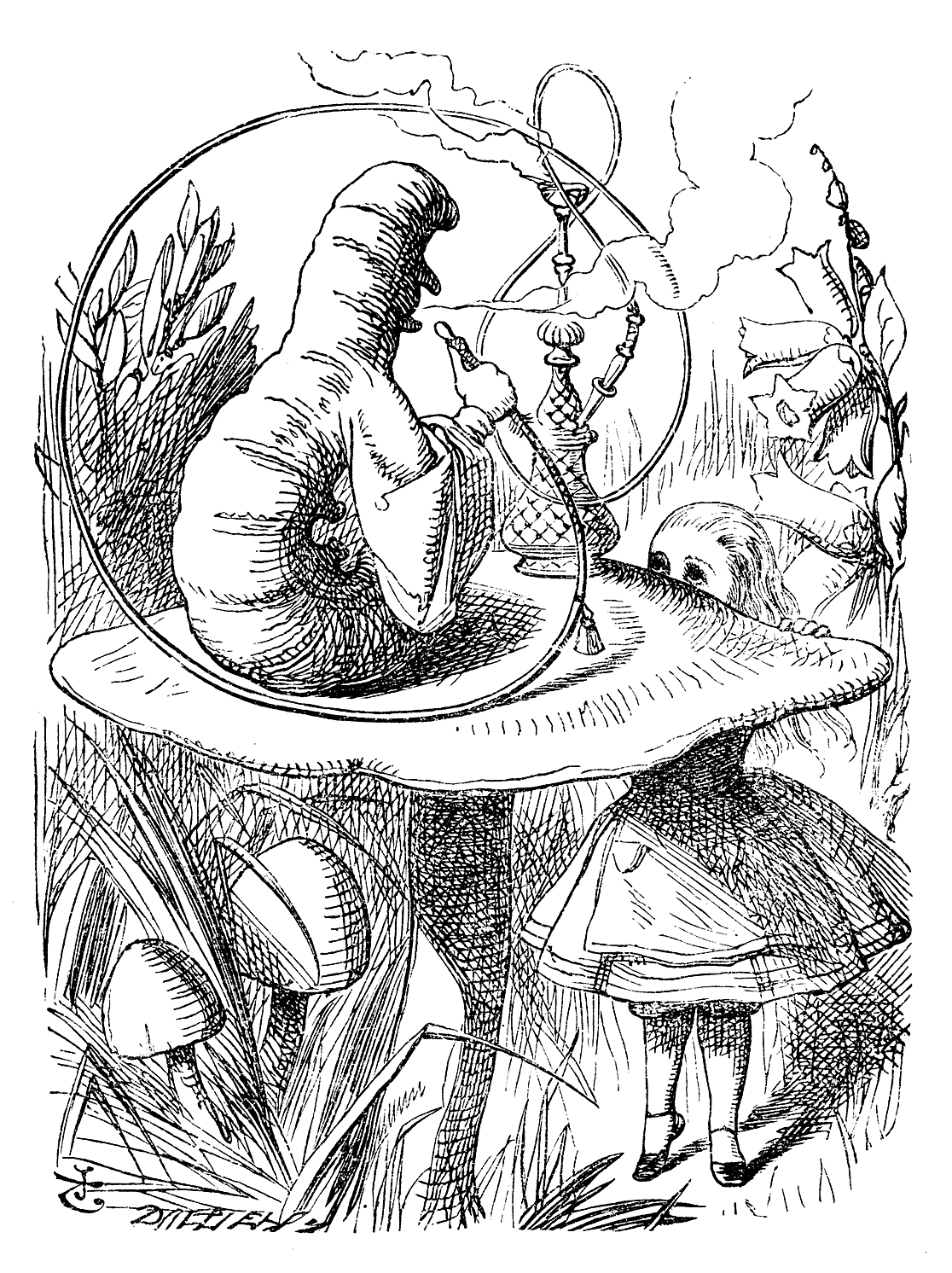
Ілюстрація Гусениця (Аліса у Дивокраї) сера Джон Тенніел до «Алісині пригоди у Дивокраї» Льюїса Керролла відома своєю неоднозначною центральною фігурою, голову якої можна розглядати як чоловіче обличчя із загостреними носом і підборіддям або як голову справжньої гусениці з видимими першими двома правими «справжніми» ніжками.

Неоднозначність — ситуація, в якій поняттю (інформації, слову, зображенню, даним і так далі) можна дати більше одного тлумачення.
Неоднозначність часто порівнюється з невизначеністю, де всі можливі варіанти тією чи іншою мірою зумовлені (хоча можуть бути й неявними), при цьому неоднозначність побудована таким чином, що дійти одного «вірного» висновку з упевненістю неможливо.
Деталі часто є ключовими у вирішенні невизначеності: та сама ситуація може бути однозначно зрозумілою або незрозумілою в різних контекстах, див. неоднозначний термін.
Неоднозначність — це тип значення, у якому фраза, твердження чи резолюція не визначені явно, що робить кілька інтерпретацій правдоподібними. Загальним аспектом неоднозначності є невизначеність. Таким чином, це атрибут будь-якої ідеї чи твердження, значення (інтенційне в автора і передбачуване у суб'єкта-інтерпретатора) якого не може бути визначено остаточно згідно з правилом або процесом із кінцевою кількістю кроків. (Частина терміну англ. ambiguity «ambi-» відображає ідею «двох», як у «двох значеннях».)
Поняття неоднозначності зазвичай протиставляється нечіткості. У разі неоднозначності допускаються конкретні та чіткі інтерпретації (хоча деякі можуть бути неочевидними), тоді як з нечіткою інформацією важко сформувати будь-яку інтерпретацію на бажаному рівні конкретності.

## Мовні форми

Структурний аналіз неоднозначного іспанського речення:Pepe vio a Pablo enfurecido
Інтерпретація 1: Коли Пепе був злий, він побачив Пабло.
Інтерпретація 2: Пепе побачив, що Пабло розгнівався.Тут синтаксичне дерево на малюнку представляє інтерпретацію 2.

Лексичній неоднозначності протиставляється семантична неоднозначність. Перша являє собою вибір між скінченою кількістю відомих і значущих залежних від контексту інтерпретацій. Друга являє собою вибір між будь-якою кількістю можливих інтерпретацій, жодна з яких не може мати стандартного узгодженого значення. Ця форма неоднозначності тісно пов'язана з нечіткістю.
Вважається, що неоднозначність у людській мові відображає принципи ефективного спілкування (комунікування). Мови, які мають ефективне комунікування, уникатимуть надсилання інформації, яка є надлишковою до інформації, наданої в контексті.  Можна показати математично, що отримаємо систему, яка є неоднозначною, якщо знехтуємо контекст. Таким чином, неоднозначність розглядається як загально корисна властивість лінгвістичної системи.
Мовна неодзначність може бути проблемою в законодавстві, оскільки тлумачення письмових документів і усних угод часто має першорядне значення.

### Лексична неоднозначність
Лексична неоднозначність слова або фрази стосується того, що вони мають більше одного значення в мові, до якої це слово належить. «Значення» тут стосується всього, що має бути охоплено хорошим словником. Наприклад, слово коса має кілька різних лексичних визначень. Контекст, у якому вживається неоднозначне слово, часто дає зрозуміти, яке значення воно має на увазі. Однак деякі лінгвістичні контексти не надають достатньої інформації для усунення неоднозначності вживаного слова.
Лексичну неоднозначність можна вирішити за допомогою алгоритмічних методів, які автоматично пов’язують відповідне значення зі словом у контексті. Це завдання називається усуненням неоднозначності слова.
Використання неоднозначних слів вимагає від автора чи оратора уточнення їхнього контексту, а іноді й уточнення їх конкретного передбачуваного значення (у такому випадку слід було використати менш двозначний термін). Мета чіткого стислого спілкування полягає в тому, щоб одержувач(і) не мав непорозумінь щодо того, що мало бути передано. Виняток із цього може включати політика, чиї «анонімні авторитети» та «затемення» необхідні для отримання підтримки багатьох виборців із взаємовиключними суперечливими бажаннями до обраного кандидата. Неоднозначність є потужним інструментом політології.
Більш проблематичними є слова, значення яких виражають тісно пов’язані поняття. «Хороший», наприклад, може означати «корисний» або «функціональний» (Це хороший молоток), «зразкова» (Вона хороша учениця), «приємно» (Це хороший суп), «моральний» (хороша людина порівняняйте з хороший урок, який слід винести з історії), «праведним» тощо. У реченні «У мене хороша донька» незрозуміло, в якому значенні використовується слово хороша.

### Семантична і синтаксична неоднозначність
Семантична неоднозначність виникає, коли слово, фраза чи речення, вирвані з контексту, мають більше одного тлумачення. Наприклад слово купальниця поза контекстом більшість пов'яже з жінкою і купанням і лише знавці біології припустять, що мова йде про квіткову рослину.

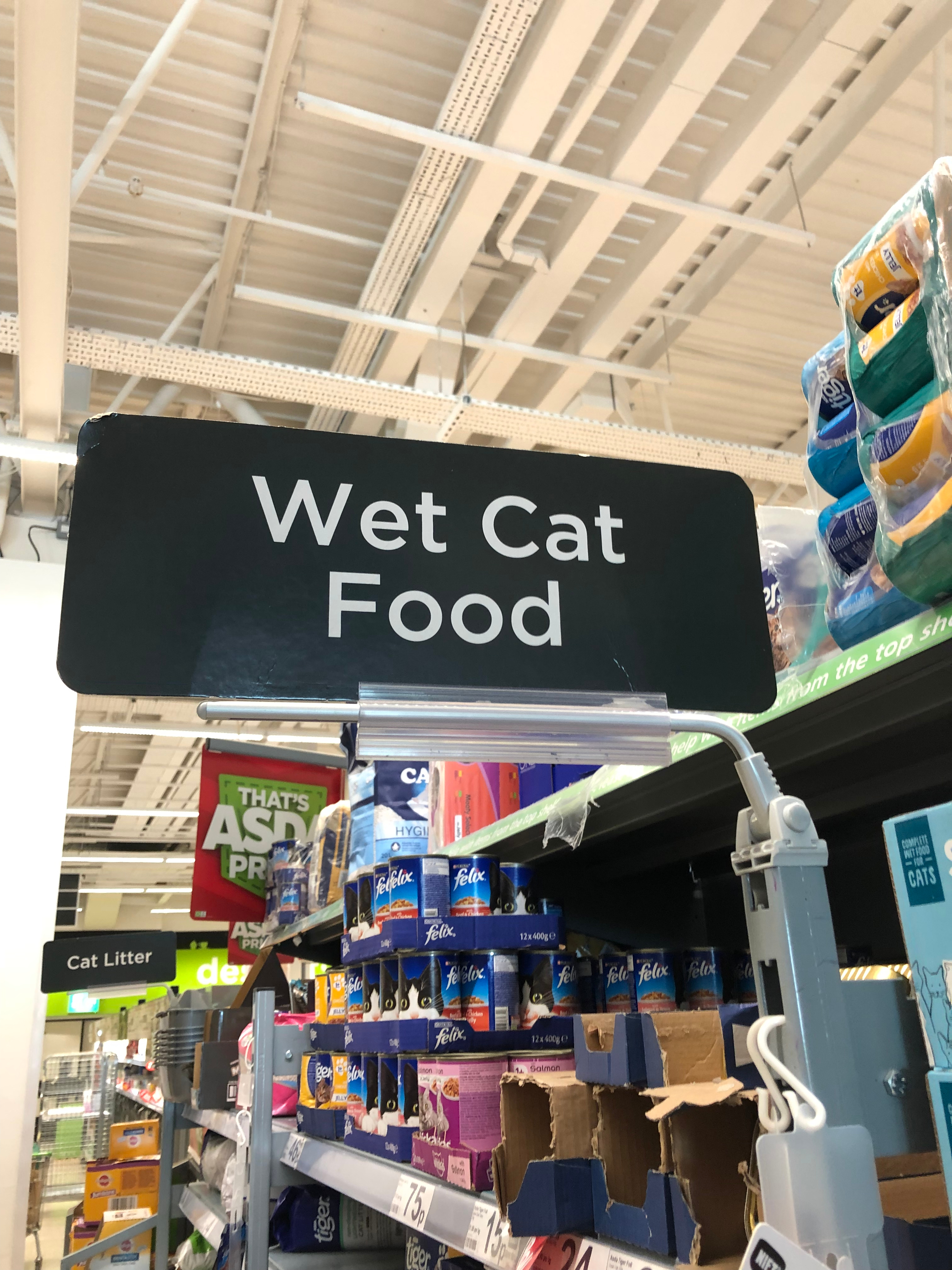
Що мокре: їжа чи кіт?

Синтаксична неоднозначність виникає, коли речення може мати два (чи більше) різних значення через структуру речення — його синтаксис. Це часто відбувається через модифікаційний вираз, наприклад прийменникову фразу, застосування якої незрозуміле. «Він з’їв печиво на дивані», наприклад, може означати, що він з’їв печиво, яке було на дивані (на відміну від того, що було на столі), або це може означати, що він сидів на дивані, коли їв печиво. Синтаксичну неоднозначність можна вирішити, лише переписавши речення або розставивши відповідні розділові знаки. Поняття та теоретичні результати щодо синтаксичної неоднозначності в штучних формальних мовах (таких як мови комп’ютерного програмування) див. Неоднозначна граматика.